# Euphylidorea epimicta
Euphylidorea epimicta là một loài ruồi trong họ Limoniidae. Chúng phân bố ở miền Tân bắc.